# O la borsa o la vita
O la borsa o la vita és una pel·lícula de 1933 dirigida per Carlo Ludovico Bragaglia.

## Repartiment
- Sergio Tofano: Daniele
- Rosetta Tofano: Renata
- Luigi Almirante: Giovanni
- Cesare Zoppetti: Tommaso
- Lamberto Picasso: anarquista
- Maria Dussia: senyora amb gos
- Mario Siletti: pilota
- Mario Ferrari: agent de canvi
- Giovanni Lombardi:
- Eugenio Duse:
- Giovanni Ferrari:
- Mario De Bernardi: el pilot acrobàtic

## Producció
El tema està extret d'una obra radiofònica escrita per Alessandro De Stefani La dinamo dell'eroismo, per l'EIAR i emesa a principis de 1932. La pel·lícula es va rodar als estudis de Società Italiana Cines de Via Vejo a Roma l'estiu de 1932, i s'estrenarà als cinemes a principis de 1933. Participació extraordinària de l'as de l'aviació Mario De Bernardi, que realitza algunes evolucions acrobàtiques en el seu avió.

## La crítica
Filippo Sacchi a Corriere della Sera del 13 de gener de 1933 «La pel·lícula va ser molt difícil. Temes d'aquest tipus portats al límit de la paradoxa, requereixen una correcció de to en què fins i tot el més fort cau. Malgrat algunes obscuritats, malgrat molta lentitud (el somni està ple de coses molt boniques, però interromp massa l'acció). La pel·lícula es manté fins a l'episodi dels bojos. Però en aquest punt la pel·lícula definitivament es desvia. Aquell episodi no és convincent ni com a caricatura ni com a vicissitud, és infantil i per això acaba descontentant tant a tots els que buscaven la versemblança a la pel·lícula com als que buscaven la fantasia. Llàstima, perquè en aquesta pel·lícula hi havia una generosa recerca d'estil, un desig fora dels camins trillats, un intent digne de respecte».

## Repartiment
1. ↑  Brunetta, Gian Piero. The History of Italian Cinema: A Guide to Italian Film from Its Origins to the Twenty-first Century. Princeton University Press, 2009. p. 79. ISBN 0691119899.